# Ljachavičy
Ljachavičy (in bielorusso Ляхавічы?; in russo Ляховичи?) è una città della Bielorussia, situata nella regione di Brėst.
Dal 23 marzo al 28 giugno 1660 la città subì un assedio nell'ambito della guerra russo-polacca.